# Tournoi masculin de basket-ball aux Jeux olympiques d'été de 2012
Cet article traite de l'épreuve masculine. Pour la compétition féminine, voir Tournoi féminin de basket-ball aux Jeux olympiques d'été de 2012.
Navigation
Pékin 2008 Rio de Janeiro 2016
Le tournoi masculin de basket-ball aux Jeux olympiques d'été de 2012 se tient à Londres du 29 juillet au 12 août 2012. Les matchs du premier tour ont tous lieu au sein de la Basketball Arena, tandis que les phases finales se déroulent à la North Greenwich Arena (appelée également The O2 Arena).
Les fédérations affiliées à la FIBA participent par le biais de leur équipe masculine aux épreuves de qualification. Onze équipes rejoignent ainsi la Grande-Bretagne, nation hôte de la compétition, pour s'affronter lors du tournoi final.
L'équipe des États-Unis s'adjuge son deuxième titre consécutif après la victoire en 2008 à Pékin, il s'agit de sa quatorzième médaille d'or depuis l'instauration du sport en 1936. L'Espagne remporte la médaille d'argent pour la troisième fois de son histoire après 1984 et 2008. La Russie s'octroie sa première médaille olympique depuis la chute de l'URSS en remportant la médaille de bronze.
Lors de cette compétition, sur les trente-huit rencontres disputées (trente au premier tour et huit en phase finale), aucune n'a nécessité une prolongation.

## Préparation de l'événement

### Désignation du pays hôte
La commission exécutive du Comité international olympique a désigné le 18 mai 2004 cinq villes acceptées comme villes candidates parmi une liste de neuf villes qui souhaitée être candidate. Les cinq villes retenues (Paris, New York, Moscou, Londres et Madrid) ont alors entamé la deuxième phase de la procédure.
Le 6 juillet 2005, à Singapour, après avoir étudié les dossiers de chaque ville, le jury désigne Londres comme ville hôte des Jeux olympiques de 2012 au terme de quatre tours de scrutin. Lors du dernier tour, la capitale britannique devance Paris de 4 voix.

### Lieux des compétitions
Deux salles sont retenues pour le tournoi de basket-ball: The O2 Arena à Greenwich  et le Basketball Arena dans le park olympique de Stratford. le Basketball Arena est utilisé pour le premier tour. Le North Greenwich Arena l'est pour les phases finales.
| Greenwich, Londres                                          | \| North Greenwich Arena Basketball Arena \| | Stratford, Londres                                                  |
| North Greenwich Arena                                       | \| North Greenwich Arena Basketball Arena \| | Basketball Arena                                                    |
| Capacité: 20 000                                            | \| North Greenwich Arena Basketball Arena \| | Capacité: 12 000                                                    |
| O2 Arena salle de basket-ball pour les jeux olympiques 2012 | \| North Greenwich Arena Basketball Arena \| | Basketball Arena salle de basket-ball pour les jeux olympiques 2012 |
| North Greenwich Arena Basketball Arena                      |                                              |                                                                     |

## Acteurs du tournoi

### Équipes qualifiées
Chaque Comité national olympique peut engager une seule équipe dans la compétition.
Les épreuves qualificatives du tournoi masculin de basketball des Jeux olympiques se déroulent du 28 août 2010 au 8 juillet 2012. En tant que pays hôte, la Grande-Bretagne est qualifiée d'office, tandis que les autres équipes passent par différents modes de qualifications continentales.
La première compétition offrant une place est le Championnat du monde 2010 (pour le vainqueur), ensuite sept places places sont offertes aux cinq champions continentaux et à deux vice-champions : Afrique, Amériques, Océanie, Europe et Asie. Les trois dernières place sont attribuées à l'issue d'un tournoi préolympique mondial réunissant 12 équipes issues des championnats précédents.
| Compétition                        | Date                      | Lieu       | Places | Qualifiés               |
| ---------------------------------- | ------------------------- | ---------- | ------ | ----------------------- |
| Pays organisateur                  | 6 juillet 2005            |            | 1      | Grande-Bretagne         |
| Championnat du monde 2010          | 28 août-12 septembre 2010 | Turquie    | 1      | États-Unis              |
| Championnat d'Afrique 2011         | 17-28 août 2011           | Madagascar | 1      | Tunisie                 |
| Championnat des Amériques 2011     | 30 août-11 septembre 2011 | Argentine  | 2      | Argentine Brésil        |
| Championnat d'Océanie 2011         | 7-11 septembre 2011       | Australie  | 1      | Australie               |
| Championnat d'Europe 2011          | 31 août-18 septembre 2011 | Lituanie   | 2      | Espagne France          |
| Championnat d'Asie 2011            | 15-25 septembre 2011      | Chine      | 1      | Chine                   |
| Tournoi de qualification olympique | 2-8 juillet 2012          | Venezuela  | 3      | Russie Lituanie Nigeria |
| Total                              |                           |            | 12     |                         |

### Arbitres
La Fédération internationale de basket-ball amateur (FIBA) a sélectionné 30 arbitres pour les deux tournois masculins et féminins :
| - MAR Samir Abaakil - TUR Recep Ankaralı - ESP Juan Arteaga - AUS Michael Aylen - SRB Ilija Belošević - IND Snehal Bendke - PUR Jorge Anibal Carrion - ITA Guerrino Cerebuch - RUS Elena Chernova - GRE Chrístos Christodoúlou | - FRA Carole Delauné - ARG Pablo Alberto Estévez - BRA Marcos Fornies Benito - KEN Vitalis Odhiambo Gode - USA Felicia Andrea Grinter - FIN Carl Jungebrand - USA William Gene Kennedy - ITA Luigi Lamonica - LAT Oļegs Latiševs - GER Robert Lottermoser | - BRA Cristiano Jesus Maranho - AUS Vaughan Charles Mayberry - LIB Rabah Noujaim - CHN Ling Peng - SLO Saša Pukl - UKR Borys Ryschyk - ARG Fernando Jorge Sampietro - CAN Stephen Seibel - JPN Shoko Suguro - PUR Jorge Vazquez |

### Joueurs
Le tournoi masculin est un tournoi international sans aucune restriction d'âge. Chaque nation doit présenter une équipe de 12 joueurs tous titulaires. Les douze joueurs peuvent être présents sur chaque feuille de match.

## Premier tour

### Format de la compétition
Les douze équipes qualifiées sont réparties en deux groupes de six. Chaque équipe marque deux points en cas de victoire, un point en cas de défaite et de défaite par défaut (l'équipe est réduite à deux joueuses sur le terrain) et zéro point en cas de forfait (impossibilité pour une équipe d'aligner cinq joueuses au départ du match).
Pour départager les équipes à la fin des matchs de poule, en cas d'égalité de points, le CIO a décidé d'appliquer les critères de la FIBA. Les équipes sont départagées suivant les critères suivants (dans l'ordre) :
1. résultat des matchs particuliers ;
2. différence entre paniers marqués et encaissés entre les équipes concernées ;
3. différence entre paniers marqués et encaissés de tous les matchs joués ;
4. plus grand nombre de paniers marqués.

Les équipes terminant aux quatre premières places sont qualifiées pour le tournoi final à élimination directe.
| Légende                                                               |
| --------------------------------------------------------------------- |
| Les quatre meilleures équipes se qualifient pour les quarts de finale |
| Les deux dernières équipes sont éliminées du tournoi                  |

### Groupe A

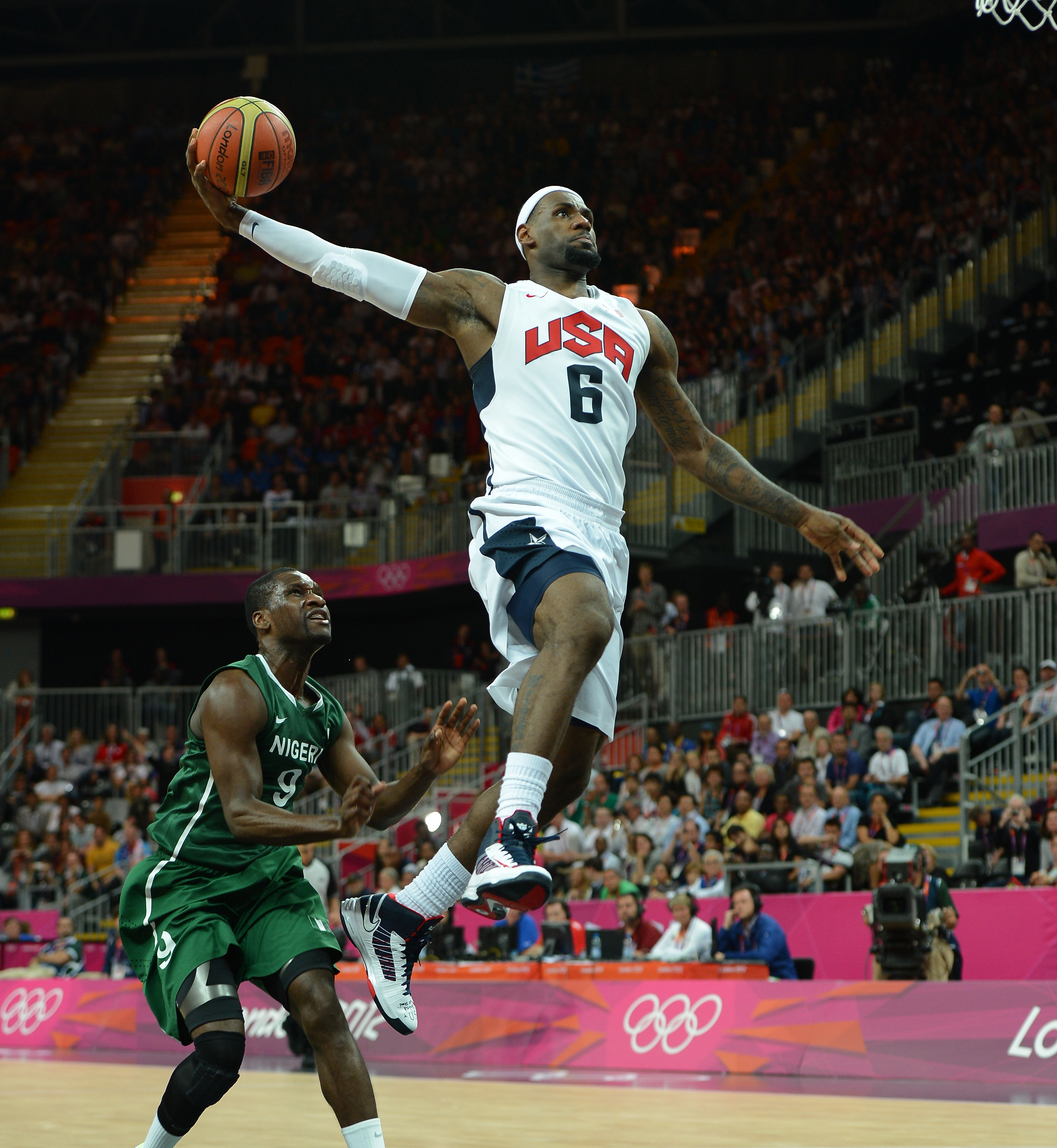
LeBron James en contre-attaque face au Nigéria.

#### Résumé
Le premier match de ce groupe oppose les deux équipes les moins bien classées du tournoi à la FIBA, le Nigéria à la Tunisie classées respectivement 21e et 32e. Les nigérians creusent l'écart en première mi-temps 31 à 15, même si les Tunisiens reviennent dans le dernier quart-temps (25-15) le Nigéria l'emporte 60 à 56. Le second match oppose le champion olympique sortant et numéro un mondial les États-Unis au vice-champion d'Europe la France, pour son retour aux jeux après douze ans d'absence, l'équipe de France rencontre le même adversaire qui l'avait battu en finale du tournoi de Sydney en 2000. Après un premier quart temps équilibré : 21 à 20 pour les États-Unis, ceux-ci se détachent dans les deux suivants (30-15 et 26-15) grâce à leur trio Kevin Durant, Kevin Love et Kobe Bryant mais surtout à la maladresse des joueurs français avec un deux sur vingt-deux aux tirs à trois points un 17 sur 27 aux lancers francs. Finalement les États-Unis l'emportent 98 à 71.

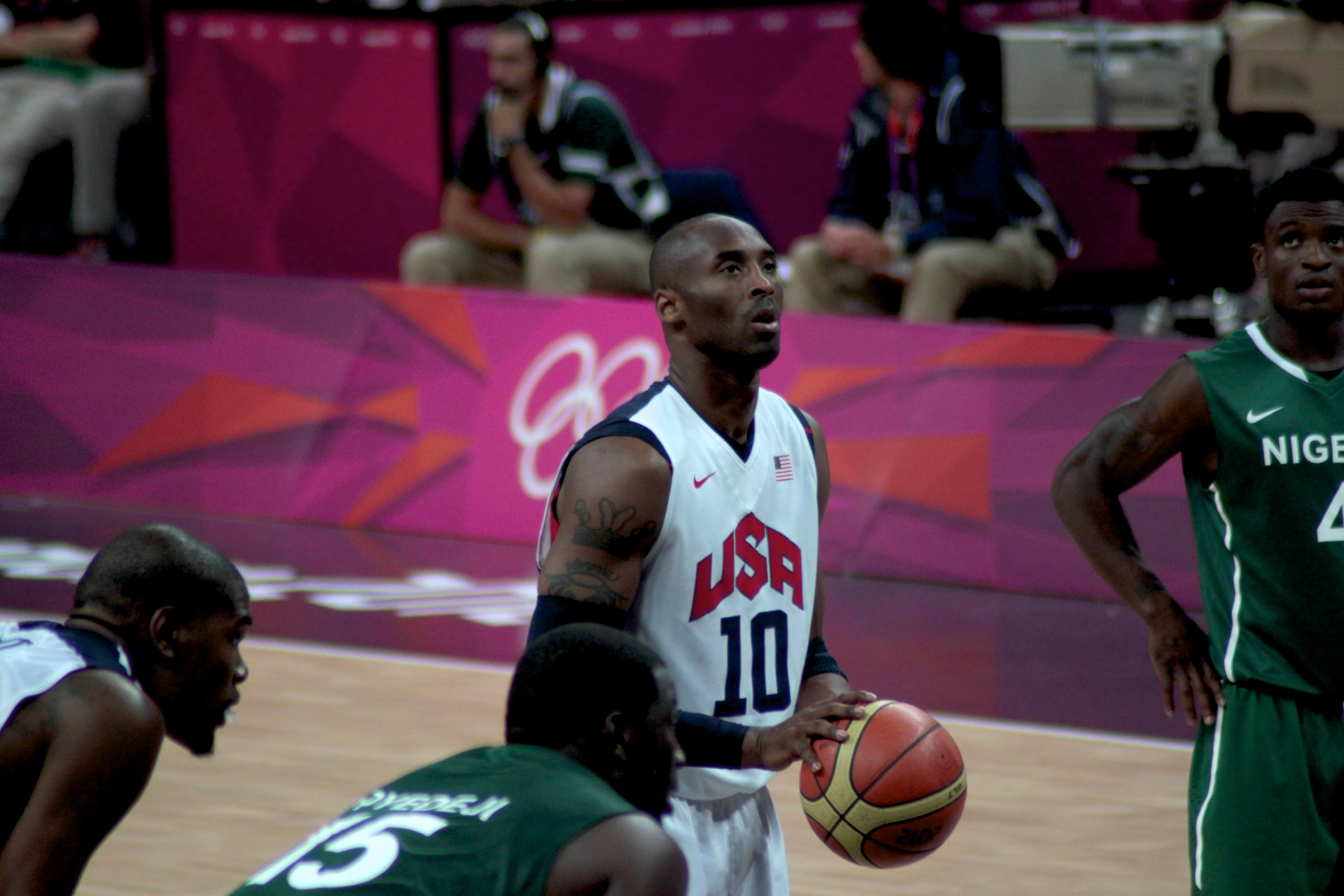
Kobe Bryant aux lancers-francs.

#### Classement
| # | Équipe     | Pts | G | P | PP  | PC  | Diff |
| - | ---------- | --- | - | - | --- | --- | ---- |
| 1 | États-Unis | 10  | 5 | 0 | 589 | 398 | +191 |
| 2 | France     | 9   | 4 | 1 | 376 | 378 | -2   |
| 3 | Argentine  | 8   | 3 | 2 | 448 | 424 | +24  |
| 4 | Lituanie   | 7   | 2 | 3 | 395 | 399 | -4   |
| 5 | Nigeria    | 6   | 1 | 4 | 338 | 456 | -118 |
| 6 | Tunisie    | 5   | 0 | 5 | 320 | 411 | -91  |

|  | Qualifié pour les quarts de finale                                                                        |
|  | Pts points ; G victoires ; P défaites PP points marqués ; PC points encaissés ; Diff différence de points |

#### Matches
| 29 juillet 2012 9 h 00 BST | Rapport | Nigeria                                          | 60–56                    | Tunisie                                              |  | Basketball Arena, Londres Affluence : 6 865 Arbitres : Ilija Belošević Marcos Benito Rabah Noujaim | NBC BeIN |
| 29 juillet 2012 9 h 00 BST | Rapport | Score par quart-temps : 18–7, 13–8, 14–16, 15–25 |                          |                                                      |  | Basketball Arena, Londres Affluence : 6 865 Arbitres : Ilija Belošević Marcos Benito Rabah Noujaim | NBC BeIN |
| 29 juillet 2012 9 h 00 BST | Rapport | Alade Aminu 15 Ike Diogu 10 Tony Skinn 3         | Points Rebonds Passes d. | Amine Rzig 18 Makrem Ben Romdhane 12 trois joueurs 3 |  | Basketball Arena, Londres Affluence : 6 865 Arbitres : Ilija Belošević Marcos Benito Rabah Noujaim | NBC BeIN |

| 29 juillet 2012 14 h 30 BST | Rapport | États-Unis                                         | 98–71                    | France                                       |  | Basketball Arena, Londres Affluence : 8 989 Arbitres : Cristiano Maranho Saša Pukl Michael Aylen | NBC BeIN |
| 29 juillet 2012 14 h 30 BST | Rapport | Score par quart-temps : 22–21, 30–15, 26–15, 20–20 |                          |                                              |  | Basketball Arena, Londres Affluence : 8 989 Arbitres : Cristiano Maranho Saša Pukl Michael Aylen | NBC BeIN |
| 29 juillet 2012 14 h 30 BST | Rapport | Kevin Durant 22 trois joueurs 9 LeBron James 8     | Points Rebonds Passes d. | Ali Traore 12 Ronny Turiaf 9 Nando de Colo 3 |  | Basketball Arena, Londres Affluence : 8 989 Arbitres : Cristiano Maranho Saša Pukl Michael Aylen | NBC BeIN |

| 29 juillet 2012 22 h 15 BST | Rapport | Argentine                                           | 102–79                   | Lituanie                                          |  | Basketball Arena, Londres Affluence : 8 278 Arbitres : Carl Jungebrand Jorge Carrion Vaughan Mayberry | NBC BeIN |
| 29 juillet 2012 22 h 15 BST | Rapport | Score par quart-temps : 24–23, 27–16, 27–22, 24–18  |                          |                                                   |  | Basketball Arena, Londres Affluence : 8 278 Arbitres : Carl Jungebrand Jorge Carrion Vaughan Mayberry | NBC BeIN |
| 29 juillet 2012 22 h 15 BST | Rapport | Luis Scola 32 Manu Ginóbili 10 Ginóbili, Prigioni 6 | Points Rebonds Passes d. | Linas Kleiza 20 Linas Kleiza 7 Mantas Kalnietis 5 |  | Basketball Arena, Londres Affluence : 8 278 Arbitres : Carl Jungebrand Jorge Carrion Vaughan Mayberry | NBC BeIN |

| 31 juillet 2012 14 h 30 BST | Rapport | Lituanie                                                 | 72–53                    | Nigeria                                                  |  | Basketball Arena, Londres Affluence : 7 875 Arbitres : Cristiano Maranho Stephen Seibel Vitalis Gode | NBC BeIN |
| 31 juillet 2012 14 h 30 BST | Rapport | Score par quart-temps : 14–8, 20–19, 22–13, 16–13        |                          |                                                          |  | Basketball Arena, Londres Affluence : 7 875 Arbitres : Cristiano Maranho Stephen Seibel Vitalis Gode | NBC BeIN |
| 31 juillet 2012 14 h 30 BST | Rapport | Darius Songaila 12 Linas Kleiza 6 Šarūnas Jasikevičius 9 | Points Rebonds Passes d. | Diogu, Al. Aminu 12 Al-Farouq Aminu 11 Al-Farouq Aminu 2 |  | Basketball Arena, Londres Affluence : 7 875 Arbitres : Cristiano Maranho Stephen Seibel Vitalis Gode | NBC BeIN |

| 31 juillet 2012 20 h 00 BST | Rapport | France                                             | 71–64                    | Argentine                                      |  | Basketball Arena, Londres Affluence : 7 755 Arbitres : Juan Arteaga Marcos Benito Luigi Lamonica | NBC BeIN |
| 31 juillet 2012 20 h 00 BST | Rapport | Score par quart-temps : 19–12, 13–17, 23–24, 16–11 |                          |                                                |  | Basketball Arena, Londres Affluence : 7 755 Arbitres : Juan Arteaga Marcos Benito Luigi Lamonica | NBC BeIN |
| 31 juillet 2012 20 h 00 BST | Rapport | Tony Parker 17 Nicolas Batum 7 Tony Parker 5       | Points Rebonds Passes d. | Manu Ginóbili 26 Luis Scola 8 Pablo Prigioni 8 |  | Basketball Arena, Londres Affluence : 7 755 Arbitres : Juan Arteaga Marcos Benito Luigi Lamonica | NBC BeIN |

| 31 juillet 2012 22 h 15 BST | Rapport | Tunisie                                                             | 63–110                   | États-Unis                                    |  | Basketball Arena, Londres Affluence : 9 412 Arbitres : Vaughan Mayberry Samir Abaakil Oļegs Latiševs | NBC BeIN |
| 31 juillet 2012 22 h 15 BST | Rapport | Score par quart-temps : 15–21, 18–25, 14–39, 16–25                  |                          |                                               |  | Basketball Arena, Londres Affluence : 9 412 Arbitres : Vaughan Mayberry Samir Abaakil Oļegs Latiševs | NBC BeIN |
| 31 juillet 2012 22 h 15 BST | Rapport | Makrem Ben Romdhane 22 Makrem Ben Romdhane 11 Makrem Ben Romdhane 4 | Points Rebonds Passes d. | Love, Anthony 16 Kevin Durant 10 Chris Paul 7 |  | Basketball Arena, Londres Affluence : 9 412 Arbitres : Vaughan Mayberry Samir Abaakil Oļegs Latiševs | NBC BeIN |

| 2 août 2012 9 h 00 BST | Rapport | France                                            | 82–74                    | Lituanie                                              |  | Basketball Arena, Londres Affluence : 7 914 Arbitres : Chrístos Christodoúlou Ilija Belošević Jorge Vázquez | NBC BeIN |
| 2 août 2012 9 h 00 BST | Rapport | Score par quart-temps : 25–21, 14–22, 20–9, 23–22 |                          |                                                       |  | Basketball Arena, Londres Affluence : 7 914 Arbitres : Chrístos Christodoúlou Ilija Belošević Jorge Vázquez | NBC BeIN |
| 2 août 2012 9 h 00 BST | Rapport | Tony Parker 27 Ronny Turiaf 10 Boris Diaw 8       | Points Rebonds Passes d. | Linas Kleiza 17 Linas Kleiza 7 Šarūnas Jasikevičius 5 |  | Basketball Arena, Londres Affluence : 7 914 Arbitres : Chrístos Christodoúlou Ilija Belošević Jorge Vázquez | NBC BeIN |

| 2 août 2012 14 h 30 BST | Rapport | Argentine                                          | 92–69                    | Tunisie                                         |  | Basketball Arena, Londres Affluence : 7 778 Arbitres : Guerrino Cerebuch Michael Aylen Borys Ryschyk | NBC BeIN |
| 2 août 2012 14 h 30 BST | Rapport | Score par quart-temps : 14–28, 26–12, 31–16, 21–13 |                          |                                                 |  | Basketball Arena, Londres Affluence : 7 778 Arbitres : Guerrino Cerebuch Michael Aylen Borys Ryschyk | NBC BeIN |
| 2 août 2012 14 h 30 BST | Rapport | Manu Ginóbili 24 Luis Scola 10 Facundo Campazzo 7  | Points Rebonds Passes d. | Salah Mejri 19 Salah Mejri 14 Marouan Laghnej 6 |  | Basketball Arena, Londres Affluence : 7 778 Arbitres : Guerrino Cerebuch Michael Aylen Borys Ryschyk | NBC BeIN |

| 2 août 2012 22 h 15 BST | Rapport | États-Unis                                         | 156–73                   | Nigeria                                    |  | Basketball Arena, Londres Affluence : 9 580 Arbitres : Juan Arteaga Robert Lottermoser Elena Chernova | NBC BeIN |
| 2 août 2012 22 h 15 BST | Rapport | Score par quart-temps : 49–25, 29–20, 41–17, 37–11 |                          |                                            |  | Basketball Arena, Londres Affluence : 9 580 Arbitres : Juan Arteaga Robert Lottermoser Elena Chernova | NBC BeIN |
| 2 août 2012 22 h 15 BST | Rapport | Carmelo Anthony 37 Davis, Love 6 Deron Williams 11 | Points Rebonds Passes d. | Ike Diogu 27 Ike Diogu 7 Al-Farouq Aminu 4 |  | Basketball Arena, Londres Affluence : 9 580 Arbitres : Juan Arteaga Robert Lottermoser Elena Chernova | NBC BeIN |

| 4 août 2012 9 h 00 BST | Rapport | Tunisie                                                    | 69–73                    | France                                      |  | Basketball Arena, Londres Affluence : 7 839 Arbitres : Guerrino Cerebuch William Kennedy Vaughan Mayberry | NBC BeIN |
| 4 août 2012 9 h 00 BST | Rapport | Score par quart-temps : 15–20, 12–15, 16–25, 26–13         |                          |                                             |  | Basketball Arena, Londres Affluence : 7 839 Arbitres : Guerrino Cerebuch William Kennedy Vaughan Mayberry | NBC BeIN |
| 4 août 2012 9 h 00 BST | Rapport | Mohamed Hadidane 20 Makrem Ben Romdhane 8 Laghnej, Mejri 3 | Points Rebonds Passes d. | Tony Parker 22 Nicolas Batum 8 Boris Diaw 5 |  | Basketball Arena, Londres Affluence : 7 839 Arbitres : Guerrino Cerebuch William Kennedy Vaughan Mayberry | NBC BeIN |

| 4 août 2012 14 h 30 BST | Rapport | Lituanie                                                 | 94–99                    | États-Unis                                  |  | Basketball Arena, Londres Affluence : 9 123 Arbitres : Recep Ankaralı Luigi Lamonica Marcos Benito | NBC BeIN |
| 4 août 2012 14 h 30 BST | Rapport | Score par quart-temps : 25–33, 26–22, 21–23, 22–21       |                          |                                             |  | Basketball Arena, Londres Affluence : 9 123 Arbitres : Recep Ankaralı Luigi Lamonica Marcos Benito | NBC BeIN |
| 4 août 2012 14 h 30 BST | Rapport | Linas Kleiza 25 Martynas Pocius 7 Jasikevičius, Pocius 6 | Points Rebonds Passes d. | James, Anthony 20 Kevin Love 8 Chris Paul 6 |  | Basketball Arena, Londres Affluence : 9 123 Arbitres : Recep Ankaralı Luigi Lamonica Marcos Benito | NBC BeIN |

| 4 août 2012 22 h 15 BST | Rapport | Nigeria                                            | 79–93                    | Argentine                                      |  | Basketball Arena, Londres Affluence : 9 111 Arbitres : Cristiano Maranho Michael Aylen Samir Abaakil | NBC BeIN |
| 4 août 2012 22 h 15 BST | Rapport | Score par quart-temps : 19–37, 18–20, 20–19, 22–17 |                          |                                                |  | Basketball Arena, Londres Affluence : 9 111 Arbitres : Cristiano Maranho Michael Aylen Samir Abaakil | NBC BeIN |
| 4 août 2012 22 h 15 BST | Rapport | Ike Diogu 16 Ike Diogu 11 Al-Farouq Aminu 5        | Points Rebonds Passes d. | Luis Scola 22 Andrés Nocioni 6 Manu Ginóbili 8 |  | Basketball Arena, Londres Affluence : 9 111 Arbitres : Cristiano Maranho Michael Aylen Samir Abaakil | NBC BeIN |

| 6 août 2012 11 h 15 BST | Rapport | Tunisie                                          | 63–76                    | Lituanie                                                           |  | Basketball Arena, Londres Affluence : 9 310 Arbitres : Juan Arteaga Saša Pukl Felicia Grinter | NBC BeIN |
| 6 août 2012 11 h 15 BST | Rapport | Score par quart-temps : 18–7, 17–22, 19–21, 9–26 |                          |                                                                    |  | Basketball Arena, Londres Affluence : 9 310 Arbitres : Juan Arteaga Saša Pukl Felicia Grinter | NBC BeIN |
| 6 août 2012 11 h 15 BST | Rapport | Amine Rzig 17 Salah Mejri 12 Salah Mejri 3       | Points Rebonds Passes d. | Songaila, Jasikevičius 13 Kleiza, Valančiūnas 6 Mantas Kalnietis 9 |  | Basketball Arena, Londres Affluence : 9 310 Arbitres : Juan Arteaga Saša Pukl Felicia Grinter | NBC BeIN |

| 6 août 2012 14 h 30 BST | Rapport | France                                             | 79–73                    | Nigeria                                                  |  | Basketball Arena, Londres Affluence : 8 666 Arbitres : Recep Ankarali Michael Aylen Rabah Noujaim | NBC BeIN |
| 6 août 2012 14 h 30 BST | Rapport | Score par quart-temps : 23–10, 18–20, 15–24, 23–19 |                          |                                                          |  | Basketball Arena, Londres Affluence : 8 666 Arbitres : Recep Ankarali Michael Aylen Rabah Noujaim | NBC BeIN |
| 6 août 2012 14 h 30 BST | Rapport | Nicolas Batum 23 Batum, Diaw 6 Tony Parker 7       | Points Rebonds Passes d. | Chamberlain Oguchi 35 Diogu, A. Aminu 7 quatre joueurs 2 |  | Basketball Arena, Londres Affluence : 8 666 Arbitres : Recep Ankarali Michael Aylen Rabah Noujaim | NBC BeIN |

| 6 août 2012 22 h 15 BST | Rapport | Argentine                                           | 97–126                   | États-Unis                                    |  | Basketball Arena, Londres Affluence : 9 605 Arbitres : Chrístos Christodoúlou Ilija Belošević Stephen Seibel | NBC BeIN |
| 6 août 2012 22 h 15 BST | Rapport | Score par quart-temps : 32–34, 27–26, 17–42, 21–24  |                          |                                               |  | Basketball Arena, Londres Affluence : 9 605 Arbitres : Chrístos Christodoúlou Ilija Belošević Stephen Seibel | NBC BeIN |
| 6 août 2012 22 h 15 BST | Rapport | Manu Ginóbili 16 Manu Ginóbili 5 Facundo Campazzo 7 | Points Rebonds Passes d. | Kevin Durant 28 Iguodala, Love 9 Chris Paul 7 |  | Basketball Arena, Londres Affluence : 9 605 Arbitres : Chrístos Christodoúlou Ilija Belošević Stephen Seibel | NBC BeIN |

### Groupe B

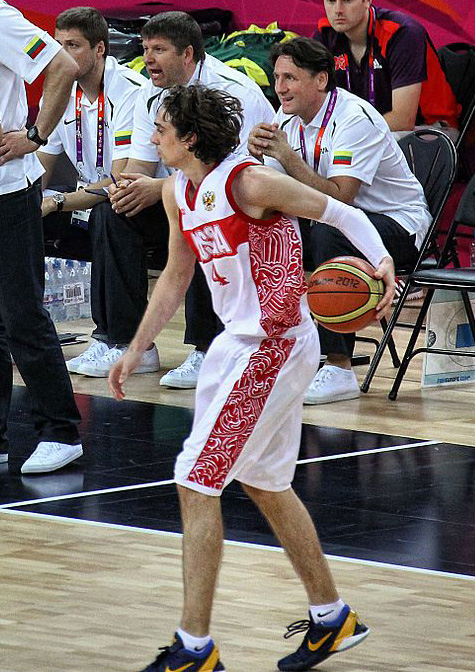
Alexey Shved mène le jeu de la Russie.

#### Résumé
Le premier match du groupe B oppose le Brésil à l’Australie. La première mi-temps est extrêmement serrée (36-35) mais les Brésiliens s'imposent. Le second match du groupe oppose l'Espagne a la Chine et les Espagnols l'emportent 97 a 81. Pour finir la Grande-Bretagne, le pays hôte, est vaincu 95 a 75 par les Russes.
Lors du dernier match, les Espagnols sont fortement soupçonnés d'avoir perdu volontairement leur match contre le Brésil afin d'éviter les Américains avant la finale (ce qui fut bénéfique). L'Espagne perd bizarrement le dernier quart temps 31-16.

#### Classement
| # | Équipe          | Pts | G | P | PP  | PC  | Diff | GAP |
| - | --------------- | --- | - | - | --- | --- | ---- | --- |
| 1 | Russie          | 9   | 4 | 1 | 400 | 359 | +41  | +1  |
| 2 | Brésil          | 9   | 4 | 1 | 402 | 349 | +53  | -1  |
| 3 | Espagne         | 8   | 3 | 2 | 414 | 394 | +20  | +12 |
| 4 | Australie       | 8   | 3 | 2 | 410 | 373 | +37  | -12 |
| 5 | Grande-Bretagne | 6   | 1 | 4 | 380 | 405 | -25  |     |
| 6 | Chine           | 5   | 0 | 5 | 313 | 439 | -126 |     |

|  | Qualifié pour les quarts de finale |
|  | Pts points ; G victoires ; P défaites PP points marqués ; PC points encaissés ; Diff différence de points ; GAP goal avérage particulier |

#### Matches
| 29 juillet 2012 11 h 15 BST | Rapport | Brésil                                                   | 75–71                    | Australie                                        |  | Basketball Arena, Londres Affluence : 8 524 Arbitres : Guerrino Cerebuch William Gene Kennedy Christos Christodolou |
| 29 juillet 2012 11 h 15 BST | Rapport | Score par quart-temps : 19–20, 17–15, 20–14, 19–22       |                          |                                                  |  | Basketball Arena, Londres Affluence : 8 524 Arbitres : Guerrino Cerebuch William Gene Kennedy Christos Christodolou |
| 29 juillet 2012 11 h 15 BST | Rapport | Leandro Barbosa 16 trois joueurs 7 Marcelinho Huertas 10 | Points Rebonds Passes d. | Patrick Mills 18 David Andersen 8 deux joueurs 4 |  | Basketball Arena, Londres Affluence : 8 524 Arbitres : Guerrino Cerebuch William Gene Kennedy Christos Christodolou |

| 29 juillet 2012 16 h 45 BST | Rapport | Espagne                                            | 97–81                    | Chine                                         |  | Basketball Arena, Londres Affluence : 9 103 Arbitres : Luigi Lamonica Felicia Andrea Grinter Fernando Jorge Sampietro |
| 29 juillet 2012 16 h 45 BST | Rapport | Score par quart-temps : 19–17, 34–24, 16–19, 28–21 |                          |                                               |  | Basketball Arena, Londres Affluence : 9 103 Arbitres : Luigi Lamonica Felicia Andrea Grinter Fernando Jorge Sampietro |
| 29 juillet 2012 16 h 45 BST | Rapport | Pau Gasol 21 Pau Gasol 11 Marc Gasol 5             | Points Rebonds Passes d. | Yi Jianlian 30 Yi Jianlian 12 Chen Jianghua 5 |  | Basketball Arena, Londres Affluence : 9 103 Arbitres : Luigi Lamonica Felicia Andrea Grinter Fernando Jorge Sampietro |

| 29 juillet 2012 20 h 00 BST | Rapport | Russie                                             | 95–75                    | Grande-Bretagne                              |  | Basketball Arena, Londres Affluence : 7 563 Arbitres : Pablo Alberto Estevez Jorge Vazquez Stephen Seibel |
| 29 juillet 2012 20 h 00 BST | Rapport | Score par quart-temps : 24–19, 25–15, 22–24, 24–17 |                          |                                              |  | Basketball Arena, Londres Affluence : 7 563 Arbitres : Pablo Alberto Estevez Jorge Vazquez Stephen Seibel |
| 29 juillet 2012 20 h 00 BST | Rapport | Alexey Shved 16 Alexey Shved 6 Alexey Shved 13     | Points Rebonds Passes d. | Luol Deng 26 Joel Freeland 10 deux joueurs 3 |  | Basketball Arena, Londres Affluence : 7 563 Arbitres : Pablo Alberto Estevez Jorge Vazquez Stephen Seibel |

| 31 juillet 2012 9 h 00 BST | Rapport | Chine                                              | 54–73                    | Russie                                               |  | Basketball Arena, Londres Affluence : 7 516 Arbitres : Sasa Pukl Robert Lottermoser William Gene Kennedy |
| 31 juillet 2012 9 h 00 BST | Rapport | Score par quart-temps : 12–20, 13–20, 14–21, 15–12 |                          |                                                      |  | Basketball Arena, Londres Affluence : 7 516 Arbitres : Sasa Pukl Robert Lottermoser William Gene Kennedy |
| 31 juillet 2012 9 h 00 BST | Rapport | Yi Jianlian 16 Yi Jianlian 7 Chen Jianghua 4       | Points Rebonds Passes d. | Andrei Kirilenko 16 Viktor Khryapa 12 deux joueurs 6 |  | Basketball Arena, Londres Affluence : 7 516 Arbitres : Sasa Pukl Robert Lottermoser William Gene Kennedy |

| 31 juillet 2012 11 h 15 BST | Rapport | Australie                                           | 70–82                    | Espagne                                      |  | Basketball Arena, Londres Affluence : 8 954 Arbitres : Carl Jungebrand Borys Ryzhyk Jose Anibal Carrion |
| 31 juillet 2012 11 h 15 BST | Rapport | Score par quart-temps : 19–14, 13–23, 10–26, 28–19  |                          |                                              |  | Basketball Arena, Londres Affluence : 8 954 Arbitres : Carl Jungebrand Borys Ryzhyk Jose Anibal Carrion |
| 31 juillet 2012 11 h 15 BST | Rapport | deux joueurs 12 David Andersen 7 Matt Dellavedova 5 | Points Rebonds Passes d. | Pau Gasol 20 Felipe Reyes 12 trois joueurs 3 |  | Basketball Arena, Londres Affluence : 8 954 Arbitres : Carl Jungebrand Borys Ryzhyk Jose Anibal Carrion |

| 31 juillet 2012 16 h 45 BST | Rapport | Grande-Bretagne                                   | 62–67                    | Brésil                                                |  | Basketball Arena, Londres Affluence : 9 389 Arbitres : Recep Ankaralı Ilija Belošević Fernando Jorge Sampietro |
| 31 juillet 2012 16 h 45 BST | Rapport | Score par quart-temps : 11–4, 16–23, 16–21, 19–19 |                          |                                                       |  | Basketball Arena, Londres Affluence : 9 389 Arbitres : Recep Ankaralı Ilija Belošević Fernando Jorge Sampietro |
| 31 juillet 2012 16 h 45 BST | Rapport | deux joueurs 13 Pops Mensah-Bonsu 12 Luol Deng 7  | Points Rebonds Passes d. | Tiago Splitter 21 deux joueurs 6 Marcelinho Huertas 8 |  | Basketball Arena, Londres Affluence : 9 389 Arbitres : Recep Ankaralı Ilija Belošević Fernando Jorge Sampietro |

| 2 août 2012 11 h 15 BST | Rapport | Australie                                         | 81–61                    | Chine                                          |  | Basketball Arena, Londres Affluence : 9 360 Arbitres : Recep Ankaralı Pablo Alberto Estevez Stephen Seibel |
| 2 août 2012 11 h 15 BST | Rapport | Score par quart-temps : 21–22, 28–11, 12–19, 20–9 |                          |                                                |  | Basketball Arena, Londres Affluence : 9 360 Arbitres : Recep Ankaralı Pablo Alberto Estevez Stephen Seibel |
| 2 août 2012 11 h 15 BST | Rapport | Patrick Mills 20 Mark Worthington 8 Joe Ingles 7  | Points Rebonds Passes d. | Wang Shipeng 21 deux joueurs 12 Wang Shipeng 3 |  | Basketball Arena, Londres Affluence : 9 360 Arbitres : Recep Ankaralı Pablo Alberto Estevez Stephen Seibel |

| 2 août 2012 16 h 45 BST | Rapport | Brésil                                                | 74–75                    | Russie                                            |  | Basketball Arena, Londres Affluence : 8 795 Arbitres : Jose Anibal Carrion Luigi Lamonica Rabah Noujaim |
| 2 août 2012 16 h 45 BST | Rapport | Score par quart-temps : 20–15, 12–25, 21–19, 21–16    |                          |                                                   |  | Basketball Arena, Londres Affluence : 8 795 Arbitres : Jose Anibal Carrion Luigi Lamonica Rabah Noujaim |
| 2 août 2012 16 h 45 BST | Rapport | Leandro Barbosa 16 Nenê 10 Marcus Vinicius de Souza 4 | Points Rebonds Passes d. | Andrei Kirilenko 19 deux joueurs 7 Alexey Shved 6 |  | Basketball Arena, Londres Affluence : 8 795 Arbitres : Jose Anibal Carrion Luigi Lamonica Rabah Noujaim |

| 2 août 2012 20 h 00 BST | Rapport | Espagne                                                    | 79–78                    | Grande-Bretagne                      |  | Basketball Arena, Londres Affluence : 7 951 Arbitres : William Gene Kennedy Sasa Pukl Olegs Latisevs |
| 2 août 2012 20 h 00 BST | Rapport | Score par quart-temps : 24–15, 13–14, 23–19, 19–30         |                          |                                      |  | Basketball Arena, Londres Affluence : 7 951 Arbitres : William Gene Kennedy Sasa Pukl Olegs Latisevs |
| 2 août 2012 20 h 00 BST | Rapport | José Calderon 19 Fernando San Emeterio 10 Rudy Fernandez 7 | Points Rebonds Passes d. | Luol Deng 26 Luol Deng 9 Luol Deng 7 |  | Basketball Arena, Londres Affluence : 7 951 Arbitres : William Gene Kennedy Sasa Pukl Olegs Latisevs |

| 4 août 2012 11 h 15 BST | Rapport | Russie                                                 | 77–74                    | Espagne                                  |  | Basketball Arena, Londres Affluence : 9 192 Arbitres : Chrístos Christodoúlou Jorge Vazquez Fernando Jorge Sampietro |
| 4 août 2012 11 h 15 BST | Rapport | Score par quart-temps : 11–28, 21-12, 24-13, 21-21     |                          |                                          |  | Basketball Arena, Londres Affluence : 9 192 Arbitres : Chrístos Christodoúlou Jorge Vazquez Fernando Jorge Sampietro |
| 4 août 2012 11 h 15 BST | Rapport | Vitaly Fridzon 24 Timofeï Mozgov 9 Anton Ponkrachov 11 | Points Rebonds Passes d. | Pau Gasol 20 Marc Gasol 9 deux joueurs 3 |  | Basketball Arena, Londres Affluence : 9 192 Arbitres : Chrístos Christodoúlou Jorge Vazquez Fernando Jorge Sampietro |

| 4 août 2012 16 h 45 BST | Rapport | Chine                                             | 59–98                    | Brésil                                                         |  | Basketball Arena, Londres Affluence : 9 428 Arbitres : Carl Jungebrand Borys Ryzhyk Olegs Latisevs |
| 4 août 2012 16 h 45 BST | Rapport | Score par quart-temps : 9-25, 12-17, 17-28, 21-28 |                          |                                                                |  | Basketball Arena, Londres Affluence : 9 428 Arbitres : Carl Jungebrand Borys Ryzhyk Olegs Latisevs |
| 4 août 2012 16 h 45 BST | Rapport | Zhu Fangyu 13 Yi Jianlian 6 Rudy Fernandez 2      | Points Rebonds Passes d. | Marcus Vinicius de Souza 14 Anderson Varejao 13 Larry Taylor 6 |  | Basketball Arena, Londres Affluence : 9 428 Arbitres : Carl Jungebrand Borys Ryzhyk Olegs Latisevs |

| 4 août 2012 20 h 00 BST | Rapport | Grande-Bretagne                                     | 75–106                   | Australie                                     |  | Basketball Arena, Londres Affluence : 8 627 Arbitres : Juan Arteaga Jose Anibal Carrion Robert Lottermoser |
| 4 août 2012 20 h 00 BST | Rapport | Score par quart-temps : 25-18, 21-18, 14-30, 15-40  |                          |                                               |  | Basketball Arena, Londres Affluence : 8 627 Arbitres : Juan Arteaga Jose Anibal Carrion Robert Lottermoser |
| 4 août 2012 20 h 00 BST | Rapport | Joel Freeland 16 Joel Freeland 7 Robert Archibald 7 | Points Rebonds Passes d. | Patrick Mills 39 Brad Newley 8 deux joueurs 4 |  | Basketball Arena, Londres Affluence : 8 627 Arbitres : Juan Arteaga Jose Anibal Carrion Robert Lottermoser |

| 6 août 2012 9 h 00 BST | Rapport | Australie                                           | 82–80                    | Russie                                         |  | Basketball Arena, Londres Affluence : 8 011 Arbitres : Carl Jungebrand Luigi Lamonica Samir Abaakil |
| 6 août 2012 9 h 00 BST | Rapport | Score par quart-temps : 29-20, 17-25, 23–19, 13-16  |                          |                                                |  | Basketball Arena, Londres Affluence : 8 011 Arbitres : Carl Jungebrand Luigi Lamonica Samir Abaakil |
| 6 août 2012 9 h 00 BST | Rapport | Joe Ingles 20 Matt Dellavedova 6 Matt Dellavedova 7 | Points Rebonds Passes d. | Sasha Kaun 18 trois joueurs 6 Viktor Khryapa 8 |  | Basketball Arena, Londres Affluence : 8 011 Arbitres : Carl Jungebrand Luigi Lamonica Samir Abaakil |

| 6 août 2012 16 h 45 BST | Rapport | Grande-Bretagne                                       | 90–58                    | Chine                                   |  | Basketball Arena, Londres Affluence : 9 396 Arbitres : Cristiano Jesus Maranho Fernando Jorge Sampietro Vaughan Charles Mayberry |
| 6 août 2012 16 h 45 BST | Rapport | Score par quart-temps : 27-15, 19-16, 26-17, 18-10    |                          |                                         |  | Basketball Arena, Londres Affluence : 9 396 Arbitres : Cristiano Jesus Maranho Fernando Jorge Sampietro Vaughan Charles Mayberry |
| 6 août 2012 16 h 45 BST | Rapport | Kieron Achara 16 Robert Archibald 9 Andrew Lawrence 6 | Points Rebonds Passes d. | Wang Zhizhi 11 Yi Jianlian 14 Liu Wei 4 |  | Basketball Arena, Londres Affluence : 9 396 Arbitres : Cristiano Jesus Maranho Fernando Jorge Sampietro Vaughan Charles Mayberry |

| 6 août 2012 20 h 00 BST | Rapport | Espagne                                            | 82–88                    | Brésil                                                     |  | Basketball Arena, Londres Affluence : 8 342 Arbitres : Pablo Alberto Estevez Jorge Vazquez Robert Lottermoser |
| 6 août 2012 20 h 00 BST | Rapport | Score par quart-temps : 26-17, 18-21, 22-19, 16-31 |                          |                                                            |  | Basketball Arena, Londres Affluence : 8 342 Arbitres : Pablo Alberto Estevez Jorge Vazquez Robert Lottermoser |
| 6 août 2012 20 h 00 BST | Rapport | Pau Gasol 25 Pau Gasol 7 3 joueurs 4               | Points Rebonds Passes d. | Leandro Barbosa 23 Anderson Varejao 7 Marcelinho Huertas 6 |  | Basketball Arena, Londres Affluence : 8 342 Arbitres : Pablo Alberto Estevez Jorge Vazquez Robert Lottermoser |

## Phase finale

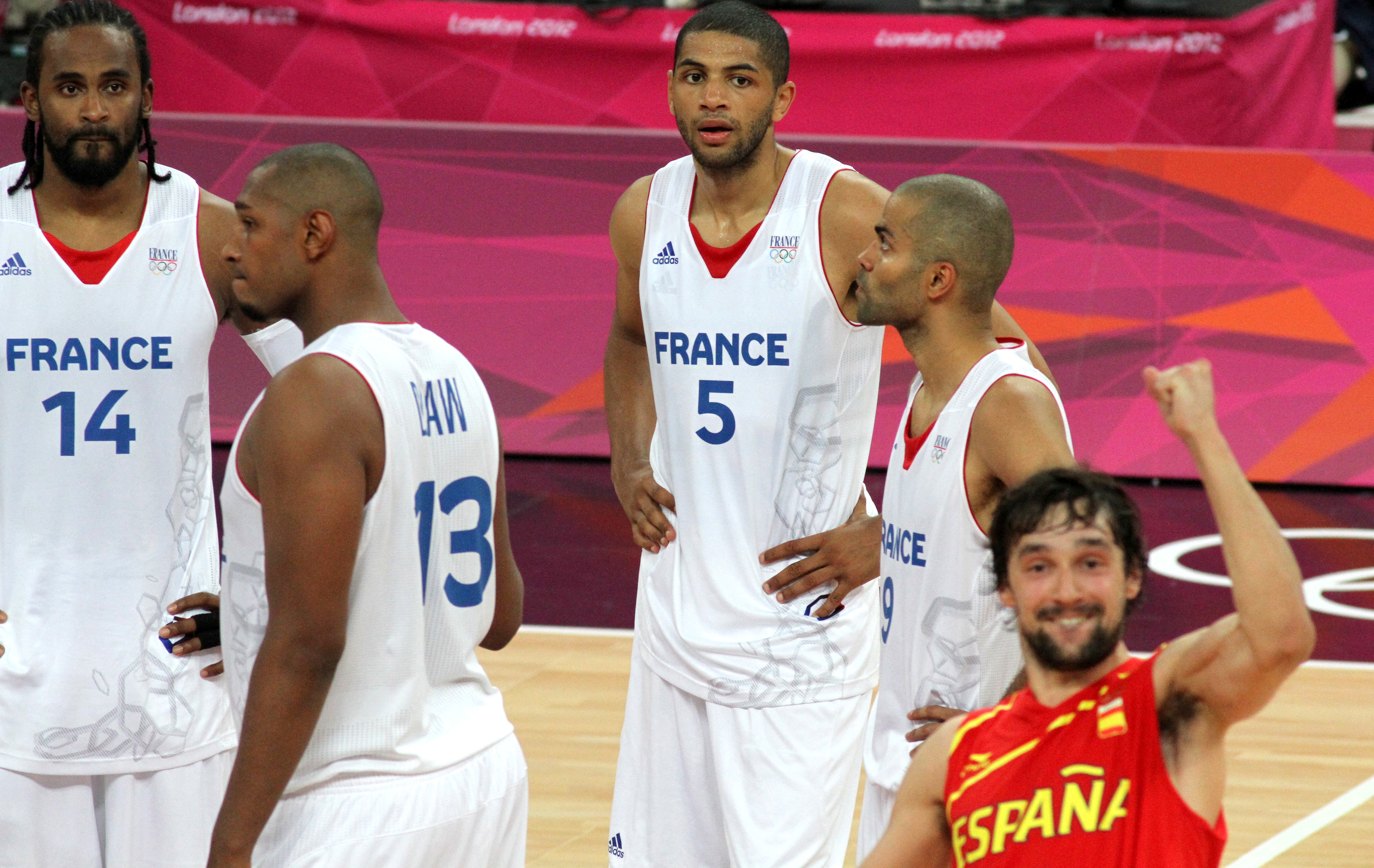
L'équipe de France éliminée par l'Espagne en 1/4 de finale.

|  | Quarts de finale | Quarts de finale |           |            | Demi-finales           | Demi-finales           |     |  | Finale    | Finale  |
|  | Quarts de finale | Quarts de finale |           |            | Demi-finales           | Demi-finales           |     |  | Finale    | Finale  |
|  |                  |                  |           |            |                        |                        |     |  |           |         |
|  | 8 août           | 8 août           |           |            | 10 août                | 10 août                |     |  | 12 août   | 12 août |
|  | 8 août           | 8 août           |           |            | 10 août                | 10 août                |     |  | 12 août   | 12 août |
|  | [B1] Russie      | 83               |           |            | 10 août                | 10 août                |     |  | 12 août   | 12 août |
|  | [B1] Russie      | 83               |           |            | 10 août                | 10 août                |     |  | 12 août   | 12 août |
|  | [A4] Lituanie    | 74               |           |            | 10 août                | 10 août                |     |  | 12 août   | 12 août |
|  | [A4] Lituanie    | 74               | Russie    | 59         |                        |                        |     |  | 12 août   | 12 août |
|  | 8 août           |                  | Russie    | 59         |                        |                        |     |  | 12 août   | 12 août |
|  |                  | Espagne          | 67        |            |                        |                        |     |  | 12 août   | 12 août |
|  | [A2] France      | Espagne          | 67        | 59         |                        |                        |     |  | 12 août   | 12 août |
|  | [A2] France      |                  |           | 59         |                        |                        |     |  | 12 août   | 12 août |
|  | [B3] Espagne     | 66               |           |            |                        |                        |     |  | 12 août   | 12 août |
|  | [B3] Espagne     | 66               | Espagne   | 100        |                        |                        |     |  |           |         |
|  | 8 août           |                  | Espagne   | 100        |                        |                        |     |  |           |         |
|  |                  | États-Unis       | 107       |            |                        |                        |     |  |           |         |
|  | [B2] Brésil      | États-Unis       | 107       | 77         |                        |                        |     |  |           |         |
|  | [B2] Brésil      | 10 août          |           | 77         |                        |                        |     |  |           |         |
|  | [A3] Argentine   | 82               |           |            |                        |                        |     |  |           |         |
|  | [A3] Argentine   | 82               | Argentine | 83         |                        |                        |     |  |           |         |
|  | 8 août           | 8 août           | Argentine | 83         | Match pour la 3e place | Match pour la 3e place |     |  |           |         |
|  | 8 août           | 8 août           |           | États-Unis | Match pour la 3e place | Match pour la 3e place | 109 |  |           |         |
|  | [A1] États-Unis  | 119              | 12 août   | 12 août    |                        |                        | 109 |  |           |         |
|  | [A1] États-Unis  | 119              | 12 août   | 12 août    |                        |                        |     |  |           |         |
|  | [B4] Australie   | 86               |           | Russie     | 81                     |                        |     |  |           |         |
|  | [B4] Australie   | 86               |           | Russie     | 81                     |                        |     |  |           |         |
|  |                  |                  |           |            |                        |                        |     |  | Argentine | 77      |
|  |                  |                  |           |            |                        |                        |     |  | Argentine | 77      |

### Quarts de finale
| 8 août 2012 14 h 00 BST | Rapport | Russie                                                   | 83–74                    | Lituanie                                                  |  | North Greenwich Arena, Londres Affluence : 13 406 Arbitres : Carl Jungebrand Pablo Alberto Estévez Michael Aylen |
| 8 août 2012 14 h 00 BST | Rapport | Score par quart-temps : 17-10, 15-17, 22-23, 29-24       |                          |                                                           |  | North Greenwich Arena, Londres Affluence : 13 406 Arbitres : Carl Jungebrand Pablo Alberto Estévez Michael Aylen |
| 8 août 2012 14 h 00 BST | Rapport | Andrei Kirilenko 19 Andrei Kirilenko 13 Viktor Khryapa 8 | Points Rebonds Passes d. | Rimantas Kaukėnas 19 Jonas Valančiūnas 9 quatre joueurs 3 |  | North Greenwich Arena, Londres Affluence : 13 406 Arbitres : Carl Jungebrand Pablo Alberto Estévez Michael Aylen |

| 8 août 2012 16 h 15 BST | Rapport | France                                            | 59–66                    | Espagne                                   |  | North Greenwich Arena, Londres Affluence : 14 286 Arbitres : Cristiano Jesus Maranho William Gene Kennedy Chrístos Christodoúlou |
| 8 août 2012 16 h 15 BST | Rapport | Score par quart-temps : 22-17, 15-17, 16-17, 6-15 |                          |                                           |  | North Greenwich Arena, Londres Affluence : 14 286 Arbitres : Cristiano Jesus Maranho William Gene Kennedy Chrístos Christodoúlou |
| 8 août 2012 16 h 15 BST | Rapport | deux joueurs 15 Boris Diaw 8 Boris Diaw 5         | Points Rebonds Passes d. | Marc Gasol 14 Pau Gasol 11 deux joueurs 3 |  | North Greenwich Arena, Londres Affluence : 14 286 Arbitres : Cristiano Jesus Maranho William Gene Kennedy Chrístos Christodoúlou |

| 8 août 2012 20 h 00 BST | Rapport | Brésil                                             | 77–82                    | Argentine                                         |  | North Greenwich Arena, Londres Affluence : 12 430 Arbitres : Juan Arteaga Jorge Anibal Carrion Recep Ankaralı |
| 8 août 2012 20 h 00 BST | Rapport | Score par quart-temps : 26-23, 14-23, 14-18, 23-18 |                          |                                                   |  | North Greenwich Arena, Londres Affluence : 12 430 Arbitres : Juan Arteaga Jorge Anibal Carrion Recep Ankaralı |
| 8 août 2012 20 h 00 BST | Rapport | deux joueurs 22 Nenê 12 Marcelinho Huertas 5       | Points Rebonds Passes d. | Luis Scola 17 Emanuel Ginóbili 8 Pablo Prigioni 8 |  | North Greenwich Arena, Londres Affluence : 12 430 Arbitres : Juan Arteaga Jorge Anibal Carrion Recep Ankaralı |

| 8 août 2012 22 h 15 BST | Rapport | États-Unis                                         | 119–86                   | Australie                                  |  | North Greenwich Arena, Londres Affluence : 14 347 Arbitres : Luigi Lamonica Fernando Jorge Sampietro Samir Abaakil |
| 8 août 2012 22 h 15 BST | Rapport | Score par quart-temps : 28-21, 28-21, 28-28, 35-16 |                          |                                            |  | North Greenwich Arena, Londres Affluence : 14 347 Arbitres : Luigi Lamonica Fernando Jorge Sampietro Samir Abaakil |
| 8 août 2012 22 h 15 BST | Rapport | Kobe Bryant 20 LeBron James 14 LeBron James 12     | Points Rebonds Passes d. | Patrick Mills 26 Joe Ingles 8 Joe Ingles 6 |  | North Greenwich Arena, Londres Affluence : 14 347 Arbitres : Luigi Lamonica Fernando Jorge Sampietro Samir Abaakil |

### Demi-finales
| 10 août 2012 17 h 00 BST | Rapport | Espagne                                           | 67–59                    | Russie                                          |  | North Greenwich Arena, Londres Affluence : 13 215 Arbitres : Luigi Lamonica Ilija Belošević Marcos Fornies Benito |
| 10 août 2012 17 h 00 BST | Rapport | Score par quart-temps : 9-12, 11-19, 26-15, 21-13 |                          |                                                 |  | North Greenwich Arena, Londres Affluence : 13 215 Arbitres : Luigi Lamonica Ilija Belošević Marcos Fornies Benito |
| 10 août 2012 17 h 00 BST | Rapport | Pau Gasol 16 Pau Gasol 12 trois joueurs 3         | Points Rebonds Passes d. | Sasha Kaun 14 Andrei Kirilenko 8 Alexey Shved 7 |  | North Greenwich Arena, Londres Affluence : 13 215 Arbitres : Luigi Lamonica Ilija Belošević Marcos Fornies Benito |

| 10 août 2012 21 h 00 BST | Rapport | Argentine                                             | 83–109                   | États-Unis                                  |  | North Greenwich Arena, Londres Affluence : 13 282 Arbitres : Carl Jungebrand Recep Ankaralı Robert Lottermoser |
| 10 août 2012 21 h 00 BST | Rapport | Score par quart-temps : 19-24, 21-23, 17-27, 26-35    |                          |                                             |  | North Greenwich Arena, Londres Affluence : 13 282 Arbitres : Carl Jungebrand Recep Ankaralı Robert Lottermoser |
| 10 août 2012 21 h 00 BST | Rapport | Emanuel Ginóbili 18 Carlos Delfino 5 Pablo Prigioni 6 | Points Rebonds Passes d. | Kevin Durant 19 Kevin Love 9 deux joueurs 7 |  | North Greenwich Arena, Londres Affluence : 13 282 Arbitres : Carl Jungebrand Recep Ankaralı Robert Lottermoser |

### Match pour la médaille de bronze

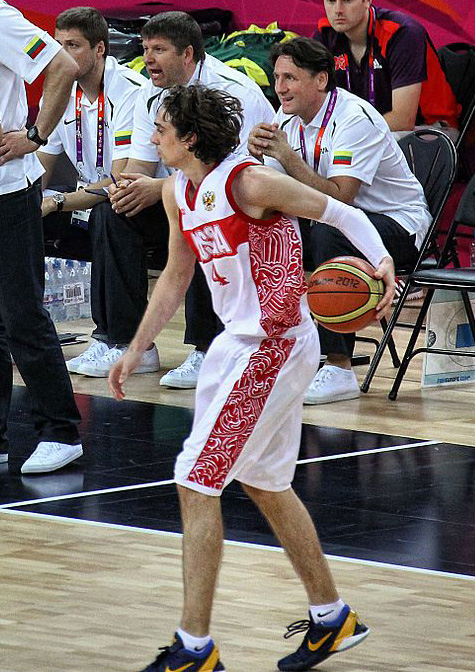
Alexey Shved, lors de la rencontre du premier tour face à la Lituanie.

La finale pour la troisième place oppose deux équipes habituées des podiums internationaux : l'Argentine est présente sur le podium olympique depuis les Jeux d'Athènes en 2004 et a obtenu une médaille en championnat du monde en 2002. La Russie, bien qu'elle ne soit pas remontée sur un podium olympique depuis la disparition de l'URSS, obtient deux médailles d'argent en championnat du monde et a remporté la médaille d'or au championnat d'Europe en 2007 puis une médaille de bronze en 2011.
| 12 août 2012 11 h 00 BST | Rapport | Argentine                                             | 77–81                    | Russie                                            |  | North Greenwich Arena, Londres Affluence : 12 279 Arbitres : Juan Arteaga Jorge Anibal Carrion William Gene Kennedy |
| 12 août 2012 11 h 00 BST | Rapport | Score par quart-temps : 20-19, 18-21, 19-21, 20-20    |                          |                                                   |  | North Greenwich Arena, Londres Affluence : 12 279 Arbitres : Juan Arteaga Jorge Anibal Carrion William Gene Kennedy |
| 12 août 2012 11 h 00 BST | Rapport | Emanuel Ginóbili 21 Andrés Nocioni 7 Pablo Prigioni 7 | Points Rebonds Passes d. | Alexey Shved 25 Andrei Kirilenko 8 Alexey Shved 7 |  | North Greenwich Arena, Londres Affluence : 12 279 Arbitres : Juan Arteaga Jorge Anibal Carrion William Gene Kennedy |

### Finale

#### Fiche du match
| 12 août 2012 15 h 00 BST | Rapport | États-Unis                                         | 107–100                  | Espagne                                |  | North Greenwich Arena, Londres Affluence : 13 514 Arbitres : Cristiano Jesus Maranho Chrístos Christodoúlou Michael Aylen | NBC BeIN FR2 Eurosport |
| 12 août 2012 15 h 00 BST | Rapport | Score par quart-temps : 35-27, 24-31, 24-24, 24-18 |                          |                                        |  | North Greenwich Arena, Londres Affluence : 13 514 Arbitres : Cristiano Jesus Maranho Chrístos Christodoúlou Michael Aylen | NBC BeIN FR2 Eurosport |
| 12 août 2012 15 h 00 BST | Rapport | Kevin Durant 30 deux joueurs 9 LeBron James 4      | Points Rebonds Passes d. | Pau Gasol 24 Serge Ibaka 9 Pau Gasol 7 |  | North Greenwich Arena, Londres Affluence : 13 514 Arbitres : Cristiano Jesus Maranho Chrístos Christodoúlou Michael Aylen | NBC BeIN FR2 Eurosport |

#### Équipes
| - 4 - Tyson Chandler (9 min - 2 pts)    |
| - 5 - Kevin Durant (38 min - 30 pts)    |
| - 6 - LeBron James (30 min - 19 pts)    |
| - 7 - Russell Westbrook (9 min - 3 pts) |
| - 8 - Deron Williams (10 min - 6 pts)   |
| - 9 - Andre Iguodala (3 min - 0 pts)    |
| - 10 - Kobe Bryant (27 min - 17 pts)    |
| - 11 - Kevin Love (19 min - 9 pts)      |
| - 12 - James Harden (1 min - 2 pts)     |
| - 13 - Chris Paul (33 min - 11 pts)     |
| - 14 - Anthony Davis (1 min - 0 pts)    |
| - 15 - Carmelo Anthony (21 min - 8 pts) |
| Entraîneur :                            |
| - Mike Krzyzewski                       |
| Entraîneurs-adjoints :                  |
| - Jim Boeheim                           |
| - Mike D'Antoni                         |
| - Nate McMillan                         |

| - 4 - Pau Gasol (33 min - 24 pts)            |
| - 5 - Rudy Fernández (37 min - 14 pts)       |
| - 6 - Sergio Rodríguez (15 min - 7 pt)       |
| - 7 - Juan Carlos Navarro (32 min - 21 pts)  |
| - 8 - José Manuel Calderón (17 min - 0 pts)  |
| - 9 - Felipe Reyes (7 min - 0 pts)           |
| - 10 - Víctor Claver (1 min - 0 pt)          |
| - 11 - Fernando San Emeterio (1 min - 0 pts) |
| - 12 - Sergio Llull (18 min - 5 pt)          |
| - 13 - Marc Gasol (17 min - 17 pt)           |
| - 14 - Serge Ibaka (22 min - 12 pts)         |
| - 15 - Víctor Sada (1 min - 0 pt)            |
| Entraîneur :                                 |
| - Sergio Scariolo                            |
| Entraîneurs-adjoints :                       |
| - Juan Antonio Orenga                        |
| - Quim Costa                                 |

Avec ce nouveau titre, Carmelo Anthony, Kobe Bryant, LeBron James, Chris Paul et Deron Williams décrochent leur deuxième médaille d'or consécutive après leur victoire à Pékin en 2008. Carmelo Anthony et LeBron James remportent quant à eux leurs troisièmes médailles olympiques après le bronze obtenu en 2004. Quant à l'équipe des États-Unis, elle décroche son quatorzième titre et sa dix-septième médaille en autant de participation (en 1980, les Américains ont boycotté les Jeux de Moscou).

## Statistiques
| Nom              | Total | Moyenne |
| ---------------- | ----- | ------- |
| Patty Mills      | 127   | 21,2    |
| Kevin Durant     | 156   | 19,5    |
| Manu Ginóbili    | 155   | 19,4    |
| Pau Gasol        | 153   | 19,1    |
| Luis Scola       | 144   | 18,0    |
| Andreï Kirilenko | 140   | 17,5    |
| Carmelo Anthony  | 130   | 16,3    |
| Leandro Barbosa  | 97    | 16,2    |
| Luol Deng        | 79    | 15,8    |
| Tony Parker      | 94    | 15,7    |

| Nom                 | Ro | Rd | Total | Moyenne |
| ------------------- | -- | -- | ----- | ------- |
| Yi Jianlian         | 11 | 40 | 51    | 10,2    |
| Salah Mejri         | 17 | 33 | 50    | 10      |
| Ike Diogu           | 17 | 28 | 45    | 9       |
| Makrem Ben Romdhane | 19 | 24 | 43    | 8,6     |
| Nenê                | 9  | 31 | 40    | 8       |
| Pau Gasol           | 13 | 48 | 61    | 7,6     |
| Kevin Love          | 27 | 34 | 61    | 7,6     |
| Andreï Kirilenko    | 22 | 38 | 60    | 7,5     |
| Pops Mensah-Bonsu   | 8  | 21 | 29    | 7,2     |
| Anderson Varejão    | 23 | 19 | 42    | 7       |

| Nom                  | Total | Moyenne |
| -------------------- | ----- | ------- |
| Pablo Prigioni       | 39    | 6,5     |
| Marcelinho Huertas   | 36    | 6,0     |
| Alexey Shved         | 47    | 5,9     |
| LeBron James         | 45    | 5,6     |
| Šarūnas Jasikevičius | 32    | 5,3     |
| Chris Paul           | 41    | 5,1     |
| Mantas Kalnietis     | 29    | 4,8     |
| Luol Deng            | 23    | 4,6     |
| Deron Williams       | 37    | 4,6     |
| Matthew Dellavedova  | 27    | 4,5     |

| Nom                 | Total | Moyenne |
| ------------------- | ----- | ------- |
| Chris Paul          | 20    | 2,5     |
| Al-Farouq Aminu     | 10    | 2,0     |
| Andreï Kirilenko    | 15    | 1,9     |
| Makrem Ben Romdhane | 11    | 1,8     |
| Matthew Nielsen     | 9     | 1,8     |
| Pablo Prigioni      | 11    | 1,8     |
| Nando de Colo       | 10    | 1,7     |
| Manu Ginóbili       | 13    | 1,6     |
| Kevin Durant        | 13    | 1,6     |
| LeBron James        | 11    | 1,4     |

| Nom              | Total | Moyenne |
| ---------------- | ----- | ------- |
| Salah Mejri      | 17    | 3,4     |
| Yi Jianlian      | 11    | 2,2     |
| Andreï Kirilenko | 14    | 1,8     |
| Nicolas Batum    | 9     | 1,5     |
| Serge Ibaka      | 11    | 1,3     |
| Kevin Seraphin   | 8     | 1,3     |
| Pau Gasol        | 9     | 1,1     |
| Paulius Jankūnas | 6     | 1,0     |
| Nenê             | 5     | 1,0     |
| Sasha Kaun       | 6     | 0,8     |

| Nom                  | Total | Moyenne |
| -------------------- | ----- | ------- |
| Šarūnas Jasikevičius | 26    | 4,3     |
| Makrem Ben Romdhane  | 21    | 4,2     |
| Nizar Knioua         | 13    | 3,3     |
| Alexey Shved         | 25    | 3,1     |
| Nando de Colo        | 17    | 2,8     |
| Al-Farouq Aminu      | 14    | 2,8     |
| Luol Deng            | 14    | 2,8     |
| Derrick Obasohan     | 14    | 2,8     |
| Manu Ginóbili        | 21    | 2,6     |

Les meilleures performances réalisées sur un match sont de trente-neuf points par l'Australien Patty Mills, dix-huit rebonds par l'Américain LeBron James, le Tunisien Salah Mejri et le Chinois Yi Jianlian, treize passes par le Russe Alexey Shved, cinq interceptions par l'Américain Chris Paul et sept contres par le Tunisien Salah Mejri.
| Total | Nom                | Rencontre       | Rencontre | Détail | Détail | Détail |
| Total | Nom                | Adversaire      | Score     | 2 pts  | 3 pts  | LF     |
| ----- | ------------------ | --------------- | --------- | ------ | ------ | ------ |
| 39    | Patty Mills        | Grande-Bretagne | 106-75    | 9/15   | 5/7    | 6/6    |
| 37    | Carmelo Anthony    | Nigeria         | 156-73    | 3/4    | 10/12  | 1/3    |
| 35    | Andreï Kirilenko   | Grande-Bretagne | 95-75     | 13/15  | 1/2    | 6/8    |
| 35    | Chamberlain Oguchi | France          | 73-79     | 2/6    | 8/14   | 7/7    |
| 32    | Luis Scola         | Lituanie        | 102-79    | 12/19  | 0/0    | 8/13   |

| Total | Nom              | Rencontre       | Rencontre | Détail | Détail | Détail |
| Total | Nom              | Adversaire      | Score     | Off    | Déf    |        |
| ----- | ---------------- | --------------- | --------- | ------ | ------ | ------ |
| 14    | LeBron James     | Australie       | 119-86    | 3      | 11     |        |
| 14    | Salah Mejri      | Argentine       | 69-92     | 3      | 11     |        |
| 14    | Yi Jianlian      | Grande-Bretagne | 58-90     | 3      | 11     |        |
| 13    | Andreï Kirilenko | Lituanie        | 83-74     | 5      | 8      |        |
| 13    | Anderson Varejão | Chine           | 98-59     | 5      | 8      |        |

| Total | Nom                | Rencontre       | Rencontre |
| Total | Nom                | Adversaire      | Score     |
| ----- | ------------------ | --------------- | --------- |
| 13    | Alexey Shved       | Grande-Bretagne | 95-75     |
| 12    | LeBron James       | Australie       | 119-86    |
| 11    | Anton Ponkrashov   | Espagne         | 77-74     |
| 11    | Deron Williams     | Nigeria         | 156-73    |
| 10    | Marcelinho Huertas | Australie       | 75-71     |

| Total | Nom        | Rencontre  | Rencontre |
| Total | Nom        | Adversaire | Score     |
| ----- | ---------- | ---------- | --------- |
| 5     | Chris Paul | Australie  | 119-86    |

| Total | Nom         | Rencontre  | Rencontre |
| Total | Nom         | Adversaire | Score     |
| ----- | ----------- | ---------- | --------- |
| 7     | Salah Mejri | Argentine  | 69-92     |
| 4     | Sasha Kaun  | Chine      | 73-54     |
| 4     | Salah Mejri | Lituanie   | 63-76     |
| 4     | Yi Jianlian | Russie     | 54-73     |

## Classement
| Rang | Équipe          | MJ | V-D |
| ---- | --------------- | -- | --- |
| 1    | États-Unis      | 8  | 8-0 |
| 2    | Espagne         | 8  | 5-3 |
| 3    | Russie          | 8  | 6-2 |
| 4    | Argentine       | 8  | 4-4 |
| 5    | Brésil          | 6  | 4-2 |
| 6    | France          | 6  | 4-2 |
| 7    | Australie       | 6  | 3-3 |
| 8    | Lituanie        | 6  | 2-4 |
| 9    | Grande-Bretagne | 5  | 1-4 |
| 10   | Nigeria         | 5  | 1-4 |
| 11   | Tunisie         | 5  | 0-5 |
| 12   | Chine           | 5  | 0-5 |

    : éliminés en quarts de finale

## Couverture médiatique et affluence

### Couverture médiatique
La charte olympique stipule que « Le CIO prend toutes les mesures nécessaires afin d'assurer aux Jeux olympiques la couverture la plus complète par les différents moyens de communication et d'information ainsi que l'audience la plus large possible dans le monde ». De plus la retransmission des Jeux olympiques est le moteur principal du financement du Mouvement olympique et des Jeux olympiques, de la croissance de sa popularité mondiale, ainsi que de la représentation mondiale et de la promotion des Jeux olympiques et des valeurs olympiques.
En France, les matchs sont retransmis sur France Télévisions (France 2, France 3, France 4 et France Ô), sur Eurosport et beIN Sport ; pour les États-Unis, NBC Sports, mais aussi Telemundo, CNBC, Bravo et MSNBC. Pour les autres pays directement concernés par le tournoi, les matchs sont retransmis sur Nine Network et Foxtel en Australie, Rede Record, SporTV et Terra Networks au Brésil, China Central Television en Chine, CTV Television Network, MTG en Lituanie, la BBC au Royaume-Uni, Eurosport international et Perviy Kanal en Russie et Türkiye Radyo Televizyon Kurumu en Turquie. Quant aux autres pays, une partie ou la totalité des matchs sont sur ARD, ZDF, ProSiebenSat.1 et RTL en Allemagne, ESPN Star Sports en Asie (sauf Chine, Taïwan et Philippines), NTN, Al Jazeera Sports, Nile Sports (Égypte) pour les pays arabes, Eurosport international en Europe, TVE en Espagne entre autres. ESPN International dessert beaucoup de pays, comme ses dérivés ESPN Deportes et ESPN Latin America pour l'Amérique du Sud.

### Affluence
L'affluence pour les matchs du tournoi masculin est sensiblement inférieure à celle du tournoi féminin avec une fréquentation comprise entre 6 665 et 9 605 spectateurs pour les matchs de poule. Le chiffre record est atteint pour le quart de finale entre l'Australie et les États-Unis avec 14 347 spectateurs. Il s'agit de la meilleure affluence absolue des deux tournois devant la demi-finale féminine entre les États-Unis et l'Australie. La seconde affluence est obtenue pour un autre quart de finale qui opposé la France et l'Espagne avec 14 286 spectateurs. Quant à la finale, c'est la troisième affluence masculine avec 13 514 spectateurs soit à peine plus que la finale féminine entre les États-Unis et la France qui a rassemblé la veille 13 295 spectateurs. Pour toutes ces affluences, il s'agit de spectateurs payants ; les athlètes et dirigeants des autres disciplines assistent aux rencontres avec leur laisser-passer.